# Balçıkhisar, Şuhut
Balçıkhisar là một thị trấn thuộc huyện Şuhut, tỉnh Afyonkarahisar, Thổ Nhĩ Kỳ. Dân số thời điểm năm 2011 là 1.880 người.